# Glyphomitrium dentatum
Glyphomitrium dentatum là một loài rêu trong họ Ptychomitriaceae. Loài này được Mitt. mô tả khoa học đầu tiên năm 1865.